# Akiko Ikuina
Akiko Ikuina (生稲晃子, Ikuina Akiko). (28 de abril de 1968, en Koganei (Tokio), Japón). Es una actriz, cantante, empresaria, política y ex-ídol japonesa.
Fue la miembro número 40 del grupo idol Onyanko Club.

## Biografía
Akiko nació en la ciudad de Koganei (Tokio), ubicado en la prefectura de Tokio. Japón. Mientras cursaba sus estudios fue miembro del equipo del fútbol femenil en Koganei. Hacia 1985, tuvo su primer audición, por primera ocasión en el programa Horipro Talent Scout Caravan, sin embargo, perdió compitiendo al lado de la también actriz y cantante Mami Yamase (山瀬まみ Yamase Mami). Volvió a intentarlo posteriormente en una segunda audición para el grupo idol Onyanko Club, debutando así en junio de 1986. 
Posterior a su integración, se convirtió en una de los vocalistas principales al ser una de las intérpretes del sexto sencillo del grupo, titulado Koi wa Question?. En 1987 formó un subgrupo idol llamado: Ushirogami Hikaretai (1987- 1988), en reemplazo de Ushiroyubi Sasaregumi (1985-1987), al lado de sus compañeras Shizuka Kudo y Makiko Saito.

### Después de Onyanko Club
Tras la disolución de Ushirogami Hikaretai en abril de 1988, Akiko inició una carrera como solista, liberando su primer sencillo en mayo de 1988, nombrado: Mugiwara de Dance. Al mismo tiempo, comenzó una carrera como actriz, siendo partícipe en los años posteriores de múltiples doramas, films, y comerciales.

### Lucha contra el Cáncer
En abril de 2011 fue diagnosticada con Cáncer de mama y un mes después intervenida quirúrgicamente para practicarse una tumorectomía. Posteriormente llevó un tratamiento de radioterapia y quimioterapia. En octubre de 2013 se sometió a una tercera resección. No obstante, en diciembre de ese mismo año se vio forzada a realizarse una mastectomía de su busto derecho.
Dos años después, en octubre de 2015, nuevamente fue intervenida para realizarse una reconstrucción mamaria e hizo pública su condición.

### Carrera empresarial y política
En abril de 2022 fue asignada CEO de la empresa TAYA Corporation, además se postuló como candidata en representación del PLD con la intención de formar parte de la Cámara de Consejeros de Japón.

## Vida personal
En el año 2003 contrajo nupcias con Tomohiro Sayama un productor y empresario. De este matrimonio dio a luz a su única hija, nacida en 2006.

## Discografía

### Álbumes de estudio
- [ 1988.11.21]  "Ikuina" De-Dance
- [ 1989.09.10] Nihon "Ikuina" Kikou

### Mejores álbumes
- [ 2002.07.17] My Kore! Kushon Ikuina Akiko BEST
- [ 2007.08.17]  "Ikuina Akiko" SINGLES Complete
- [ 2008.07.16] Nihon "Ikuina" Kikou + Singles Collection

### Sencillos
- [1988.05.21] Mugiwara De Dance
- [1988.09.25] Virgin Shounen Ni Kuchizuke O
- [1989.01.25] Fanfare ga Kikoeru
- [1989.05.24] Japanese Girl
- [1989.09.27] Wasuretai No Ni
- [1990.03.07] Nichiyoubi wa Iranai
- [1991.02.21] Luna Great
- [1995.06.10] Funky Lullaby
- [2008.10.08] Oh! Sanpobyori (with Chii Takeo)

### Sencillo Especial
- [1989.XX.XX] Akko no X'mas Calendar

### Otros álbumes / Compilaciones
- My Kore! series:
- [2002.XX.XX] My Kore! Ction: Ikuina Akiko BEST
- [2007.XX.XX] Ikuina Akiko SINGLES Complete
- [2008.XX.XX] My Kore! Choice 20: Nihon "Ikuina" Kikō + Singles Collection
- [2010.XX.XX] My Kore! Lite: Ikuina Akiko

### Películas
- [1988] Asobi ni Oide yo!
- [1988] Kinen Matsunenshi Hotel Monotagari
- [1989] Gomendoo Kakemasu
- [1990] Baku ga Isha o Yameta Wake
- [1990] Kayou Mystery Gekijyou
- [1991] Suiyou Grand Roman
- [1991] Dramatic 22
- [1991] Hitori de Mite ne
- [1991] Shichinin no Onna Bengoshi
- [1992] Toufuya Naojirou no Ura no Kao
- [1992] Saimon Selection
- [1994] Mito Koumon
- [1994] Sasurai Keiji Ryojou Hen VII
- [1994] Kazoku no Jouken ~Yuuko no Seishun Monogatari~
- [1995] Doyou White Gekihyou
- [1996] Abaren Boushougun VII
- [1997] Abaren Boushougun VIII
- [1997] Dorama Mashin Ginga
- [1999 - 2002] Kids Woah
- [2003] Bakure Keiji Junjouwa
- [2007] Chiri to Techin
- [2008] Kinyou Prestige
- [2008] Mama no Kamisama